# Thijs Nijhuis
Thijs Matthias Nijhuis (* 20. September 1992 in den Niederlanden) ist ein dänischer Leichtathlet niederländischer Herkunft, der sich auf Langstrecken- und Crossläufe spezialisiert hat.

## Leben
Thijs Nijhuis wurde in den Niederlanden geboren. Als er gerade einmal zwei Monate alt war, zogen seine Eltern mit ihm nach Dänemark und ließen sich auf einem Bauernhof in der Nähe von Kjeldbjerg nieder. Er begann zunächst als Fußballer sportlich aktiv zu sein und betrieb die Sportart bis 2004. Danach fing er, auf Anraten eines Freundes, mit der Leichtathletik an. Mit 16 Jahren zog er nach Sparkær im Norden Dänemarks und nahm dort das Training beim örtlichen Verein Sparkær IF auf. Ein Jahr später wechselte er nach Skive zum örtlichen Leichtathletikverein, wo er zugleich seine Schulausbildung absolvierte. Dort wurde das Training, im Vergleich zur vorherigen Station, deutlich intensiviert.

## Sportliche Laufbahn
Nijhuis tritt seit 2008 in Wettkämpfen in den Laufdisziplinen an. 2009 nahm er am Europäischen Olympischen Jugendfestival im finnischen Tampere 1500 und 3000 Meter teil. Während er über 3000 Meter 13. wurde, kam er über die halbe Distanz als Neunter in das Ziel. 2010 trat er erstmals bei Dänischen Meisterschaften an, bei denen er über 1500 Meter den fünften Platz belegte. 2011 trat er über 5000 Meter bei den U20-Europameisterschaften in Tallinn an, bei denen er den zehnten Platz belegte. Zwei Jahre später nahm er über die doppelte Distanz an den U23-Europameisterschaften in Tampere teil, bei denen er ebenfalls Zehnter wurde. Nachdem er seit 2012 in Wettkämpfen über die Halbmarathondistanz an den Start gegangen war, nahm er 2014 im März an den Halbmarathon-Weltmeisterschaften in der Heimat teil, blieb dort aber deutlich hinter seiner Bestzeit zurück und landete am Ende nur auf dem 95. Platz. Im August wurde er Dänischer Meister im 5000-Meter-Lauf.
Im Frühjahr 2015 trat Nijhuis bei den Halleneuropameisterschaften in Prag über 3000 Meter an, schied allerdings mit einer Zeit von 8:04,97 min als Zwölfter und damit Letzter seines Vorlaufes aus. Im Juli nahm er an der Universiade in Gwangju teil, bei der den vierten Platz über 5000 Meter belegte. 2016 trat er in Cardiff zum zweiten Mal bei Halbmarathon-Weltmeisterschaften an und belegte dabei diesmal den 67. Platz. Im Juli stellte er seine persönliche Bestzeit von 13:43,47 min über 5000 Meter auf, die Distanz, über die er einen Monat später erneut Dänischer Meister wurde. Den Titel verteidigte er 2017 erfolgreich. Im Juli trat er in Taipeh zum zweiten Mal bei der Universiade an, ohne dabei über Platz 15 im 5000-Meter-Lauf hinauszukommen. Über 10.000 Meter wurde er Zehnter. 2018 siegte Nijhuis beim Halbmarathon der Stadt Aarhus. Im September trat er in Odense erstmals über die Marathondistanz an, die er mit einer Zeit von 2:19:42 h als Zweitschnellster absolvierte. Im Februar 2019 stellte er in Barcelona mit 1:03:31 h persönliche Bestzeit im Halbmarathon auf und trat einen Monat später bei den Crosslauf-Weltmeisterschaften in der Heimat an, bei denen er allerdings chancenlos auf eine vordere Platzierung war. Im April steigerte er sich beim Düsseldorf-Marathon auf 2:14:18 h, mit denen er Dritter wurde und konnte später Anfang Oktober auch bei den Weltmeisterschaften in Doha an den Start gehen. Dort belegte er Platz 31. Anfang Dezember trat er in Lissabon bei den Crosslauf-Europameisterschaften an, bei denen er den 56. Platz belegte.
Nijhuis lief im Februar 2020 beim Sevilla-Marathon mit 2:10:57 h persönliche Bestleistung. Dies stellte die zweitschnellste bis dahin von einem Dänen gelaufene Marathonzeit dar und brachte ihm zugleich die Qualifikation für die Olympischen Sommerspiele in Tokio ein. Im Juni benötigte er in einem 5-km-Straßenrennen 13:57 h und stellte damit einen neuen Nationalrekord in dieser Disziplin auf. Mitte Oktober trat er in Gdynia zum dritten Mal bei Halbmarathon-Weltmeisterschaften an, konnte aber erneut keine vordere Platzierung erreichen. 2021 qualifizierte er sich zum ersten Mal für die Olympischen Sommerspiele und überquerte im Marathon auf Platz 70 die Ziellinie. 2022 startete er in den USA zu seinen zweiten Weltmeisterschaften, kam im Marathon allerdings nicht über Platz 47 hinaus.

## Wichtige Wettbewerbe
| Jahr                 | Veranstaltung                           | Ort                  | Platz                | Disziplin            | Zeit                 |
| Startet für Dänemark | Startet für Dänemark                    | Startet für Dänemark | Startet für Dänemark | Startet für Dänemark | Startet für Dänemark |
| -------------------- | --------------------------------------- | -------------------- | -------------------- | -------------------- | -------------------- |
| 2009                 | Europäisches Olympisches Jugendfestival | Tampere              | 13.                  | 3000 m               | 9:11,60 min          |
| 2009                 | Europäisches Olympisches Jugendfestival | Tampere              | 9.                   | 1500 m               | 4:04,15 min          |
| 2011                 | U20-Europameisterschaften               | Tallinn              | 10.                  | 5000 m               | 14:59,25 min         |
| 2013                 | U23-Europameisterschaften               | Tampere              | 10.                  | 10.000 m             | 30:03,20 min         |
| 2014                 | Halbmarathon-Weltmeisterschaften        | Kopenhagen           | 95.                  | Halbmarathon         | 1:08:39 h            |
| 2015                 | Halleneuropameisterschaften             | Prag                 | 20.                  | 3000 m               | 8:04,97 min          |
| 2015                 | Universiade                             | Gwangju              | 4.                   | 5000 m               | 14:12,83 min         |
| 2016                 | Halbmarathon-Weltmeisterschaften        | Cardiff              | 64.                  | Halbmarathon         | 1:07:49 h            |
| 2017                 | Universiade                             | Taipeh               | 10.                  | 10.000 m             | 31:10,61 min         |
| 2017                 | Universiade                             | Taipeh               | 15.                  | 5000 m               | 14:58,34 min         |
| 2019                 | Crosslauf-Weltmeisterschaften           | Aarhus               | 115.                 | Erwachsenenrennen    | 36:53 min            |
| 2019                 | Weltmeisterschaften                     | Doha                 | 31.                  | Marathon             | 2:18:10 h            |
| 2019                 | Crosslauf-Europameisterschaften         | Lissabon             | 58.                  | Erwachsenenrennen    | 32:48 min            |
| 2020                 | Halbmarathon-Weltmeisterschaften        | Gdynia               | 87.                  | Halbmarathon         | 1:04:10 h            |
| 2021                 | Olympische Sommerspiele                 | Tokio                | 70.                  | Marathon             | 2:26:59 h            |
| 2022                 | Weltmeisterschaften                     | Eugene               | 47.                  | Marathon             | 2:16:55 h            |

## Persönliche Bestleistungen
Freiluft
- 5000 m: 13:43,47 min, 16. Juli 2016, Heusden-Zolder
- 10.000 m: 28:38,53 min, 1. Juli 2020, Bergen
- 5-km-Lauf: 13:48 min, 14. Februar 2021, Monaco
- Halbmarathon: 1:02:46 min, 23. Mai 2021, Fürstenfeld
- Marathon: 2:10:57 h, 23. Februar 2020, Sevilla

Halle
- 3000 m: 8:02,35 min, 14. Februar 2015, Bærum